# Repubblica Lakota
La Repubblica di Lakota, o semplicemente Lakota, è una repubblica dichiaratasi unilateralmente indipendente dagli Stati Uniti nel 2007. Gode di un riconoscimento internazionale limitato.

## Storia
Il 17 dicembre 2007 una delegazione del Lakotah Freedom, composta dai 4 membri nativi americani Russell Means (Oyate Wacinyapin), Gary Rowland (Teghiya Kte), Duane Martin Senior (Canupa Gluha Mani) e Phyllis Young (Mni yuha Najin Win), si recò a Washington per presentare presso il Dipartimento di Stato degli Stati Uniti una dichiarazione di recesso unilaterale dai trattati stipulati in precedenza tra il Governo degli Stati Uniti e i lakota, facendo riferimento in particolare ai trattati di Fort Laramie del 1851 e del 1868, mai rispettati dagli Stati Uniti, appellandosi all'articolo VI della Costituzione statunitense, alla Convenzione di Vienna sul diritto dei trattati del 1969 (art. 49 e 60), alla sentenza della Corte Suprema degli Stati Uniti di Lone Wolf vs. Hitchcock del 1903 e alla Dichiarazione delle Nazioni Unite sui diritti dei popoli indigeni del settembre 2007 (art. 37).

### La lettera
Nella lettera si invitava il governo degli Stati Uniti ad avviare negoziati con la dichiarata nazione lakota avvertendo che, qualora gli Stati Uniti non avessero accettato o li avessero condotti in evidente malafede, la Repubblica di Lakota avrebbe iniziato ad esercitare unilateralmente la propria sovranità sulle terre localizzate nei cinque stati dell'unione interessati (Dakota del Sud, Dakota del Nord, Minnesota, Wyoming e Nebraska).

### Relazioni internazionali
La delegazione ottenne anche il riconoscimento internazionale della nascente repubblica presso le ambasciate di Venezuela, Bolivia, Cile, Sudafrica e Russia e affermò che l'Irlanda e Timor Est si ritenevano «seriamente interessati» alla questione (Russell Means menzionò anche la Finlandia). Tuttavia, nessuno di questi Paesi in seguito prese una posizione ufficiale in merito.
Gli esponenti del Lakotah Freedom dichiararono di escludere un eventuale uso della forza per il raggiungimento del loro scopo. Canupa Gluha Mani affermò che «questa non è una lotta armata, questo non è un conflitto armato», mentre Russell Means definì la violenza usata in passato da alcuni nativi americani, ad esempio durante l'occupazione del villaggio di Wounded Knee nel 1973, «un'idiozia» e che «grazie al cielo non abbiamo dato seguito a tale esperienza».
La dichiarazione d'indipendenza dello Stato di Lakota fu promulgata dopo un periodo di attenta riflessione, durato 33 anni e iniziato in seguito alla Dichiarazione nativa americana di continua indipendenza, che ebbe luogo nel 1974 a Standing Rock.

## Geografia
La superficie della Repubblica di Lakota è di circa 200.000 km² per una popolazione di circa 12.292.413 abitanti, di cui circa 100.000 lakota.

### Geografia politica
La Repubblica di Lakota è collocata tra gli stati federali di Dakota del Nord, Dakota del Sud, Nebraska, Wyoming, Iowa e Minnesota.